# Zwaaikom

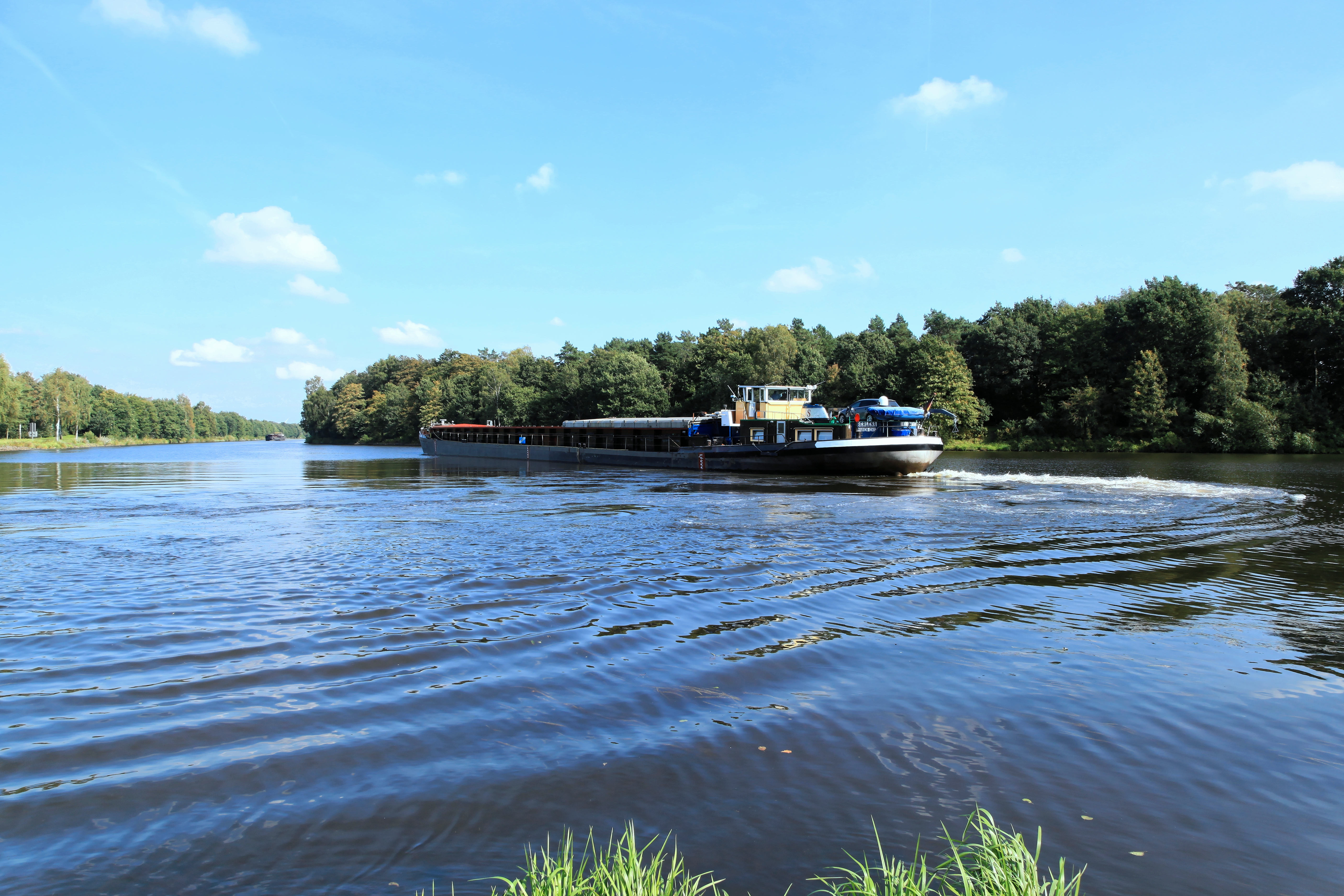
De Berlena, een Dortmunder, is tegen de klok in gedraaid in het Wendebecken bij Dörpen

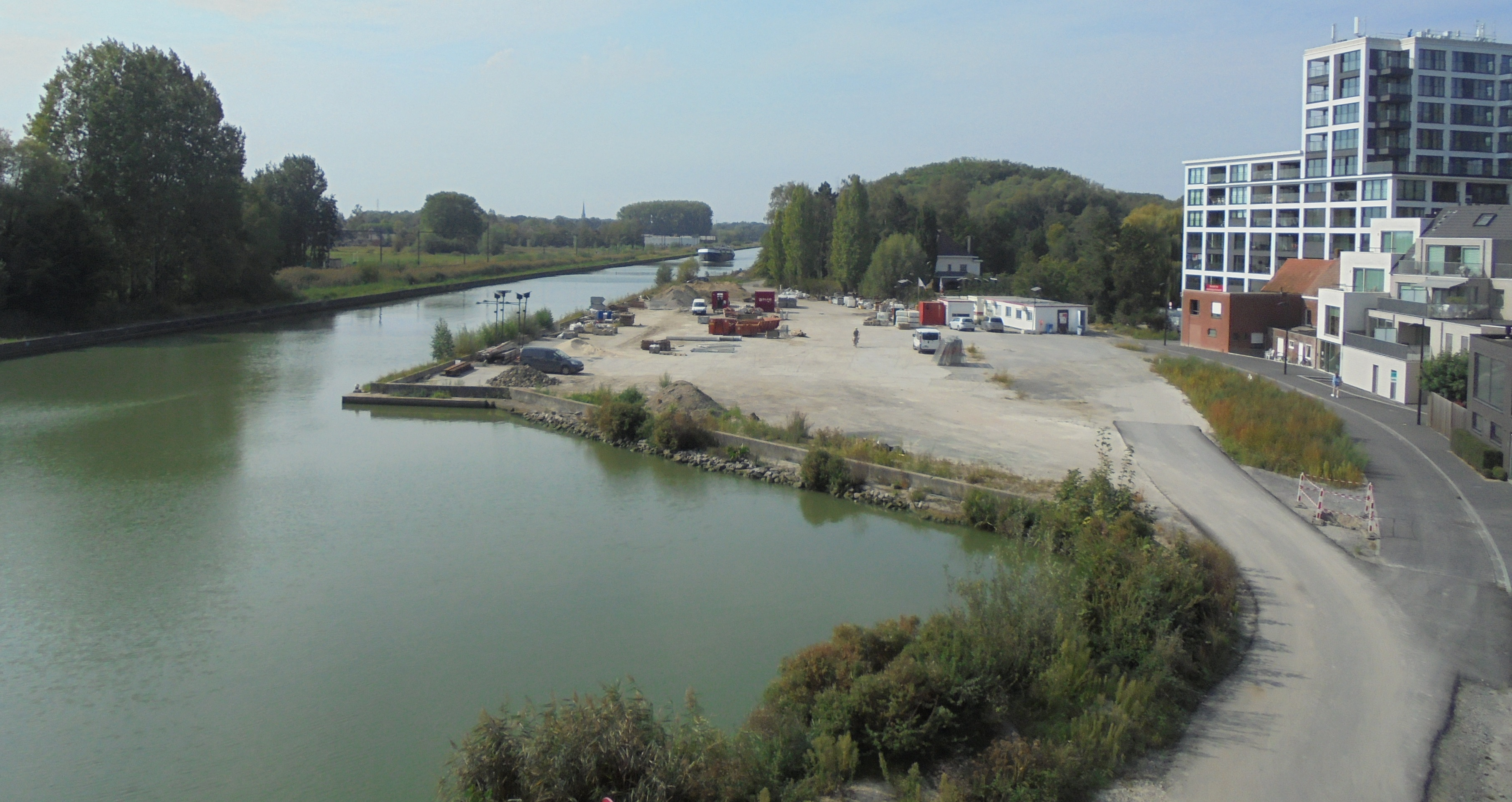
Zwaaikom in het kanaal Roeselare-Leie - richting Izegem

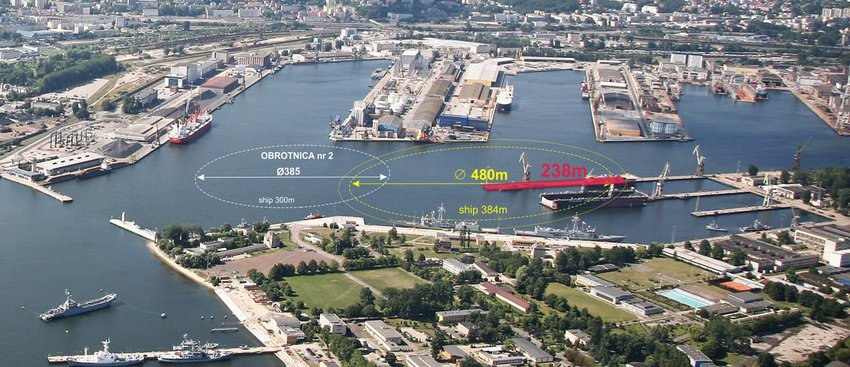
Zwaaikom in de haven van Gdynia, Polen

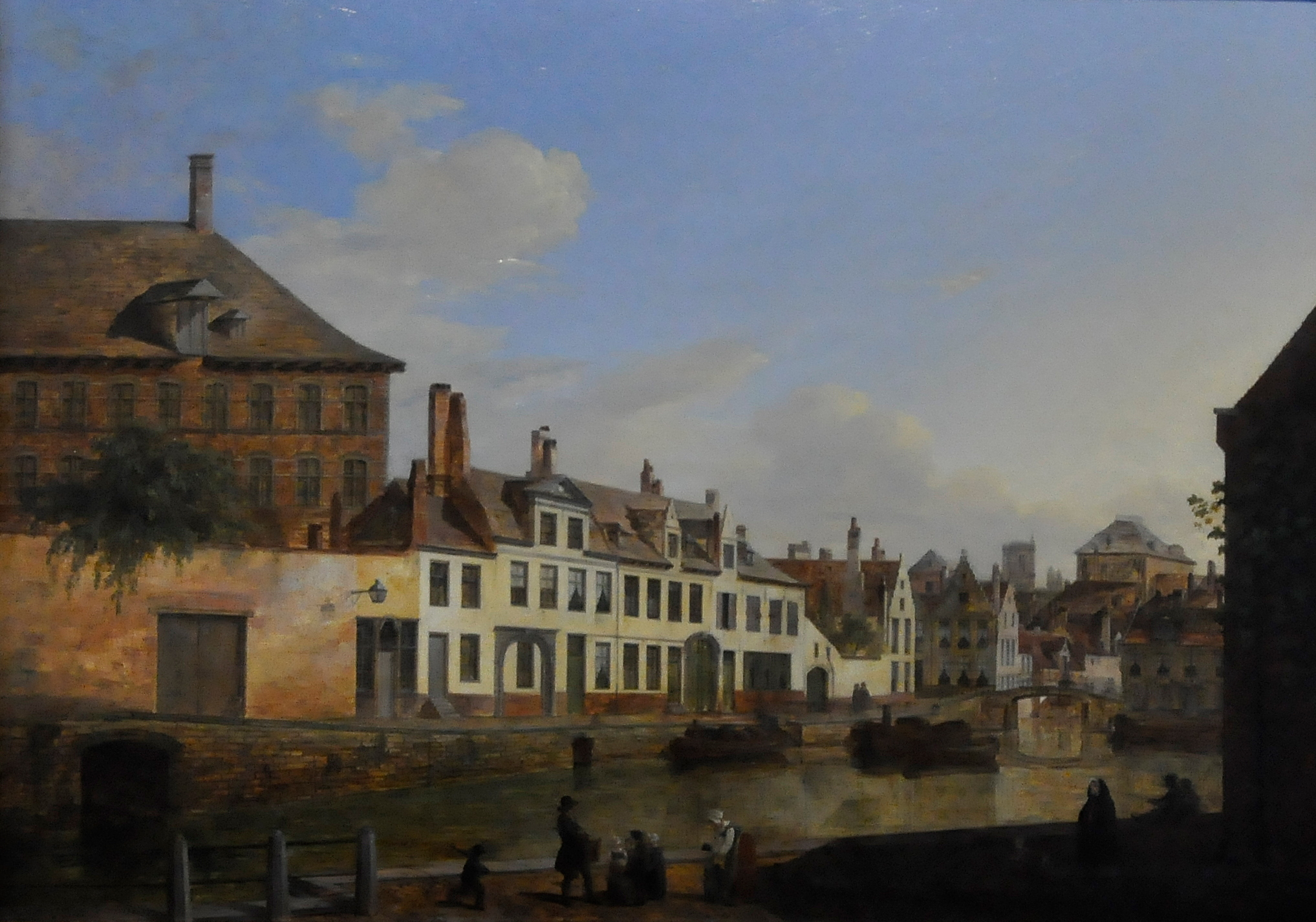
De Augustijnenkaai langs de Lieve te Gent, met de zwaaikom. Erachter de Lievebrug en tegen de horizon de Sint-Baafskathedraal en het Gravensteen.
Pieter-Frans De Noter, jaren 1820, collectie STAM.N.B.: deze weergave is erg donker, het museum toont een lichter beeld.

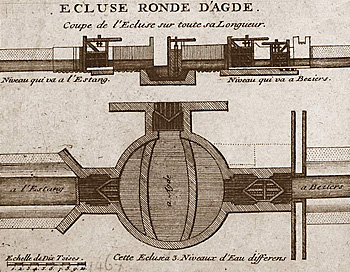
Ronde sluis van Agde, zij- en bovenaanzicht, kaart 1697

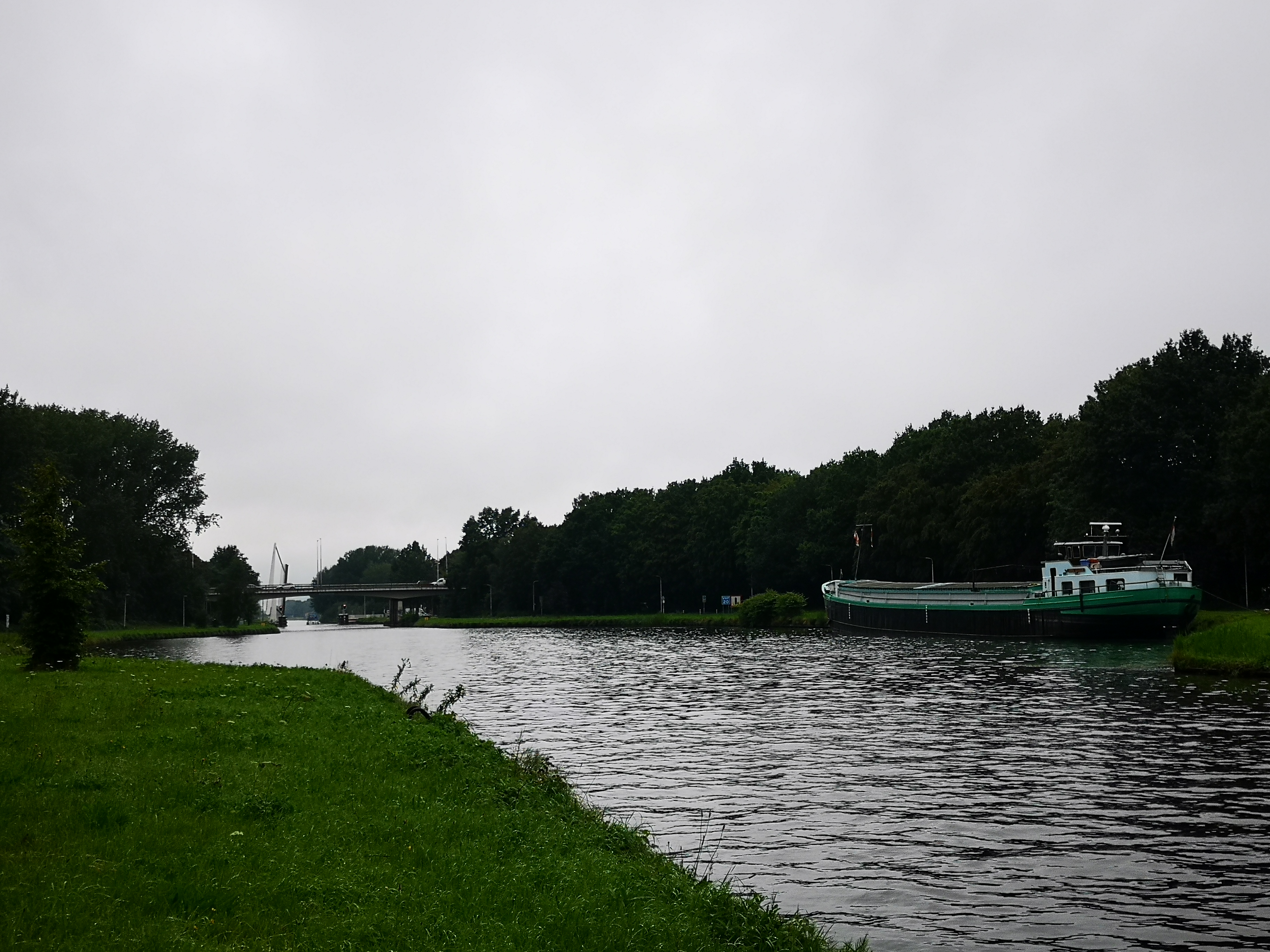
Zwaaikom annex ligplaats in het Wilhelminakanaal in Tilburg, geschikt voor kempenaars. De Sophia, lengte 60 meter, ligt hier aangemeerd.

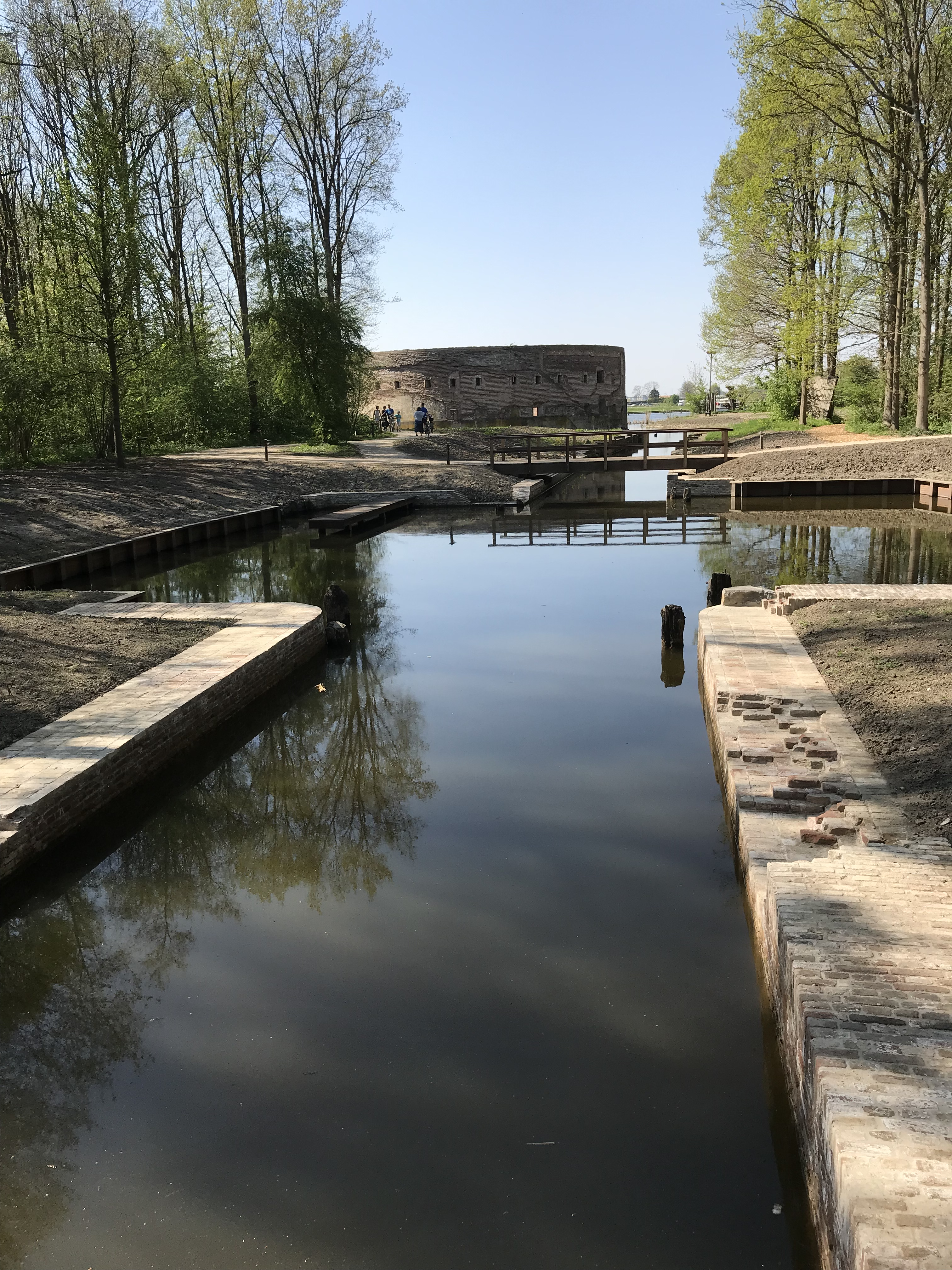
Zwaaikom annex passeerplaats voor kleine boten. Erachter de sluis van Fort bij Uitermeer, 2019.

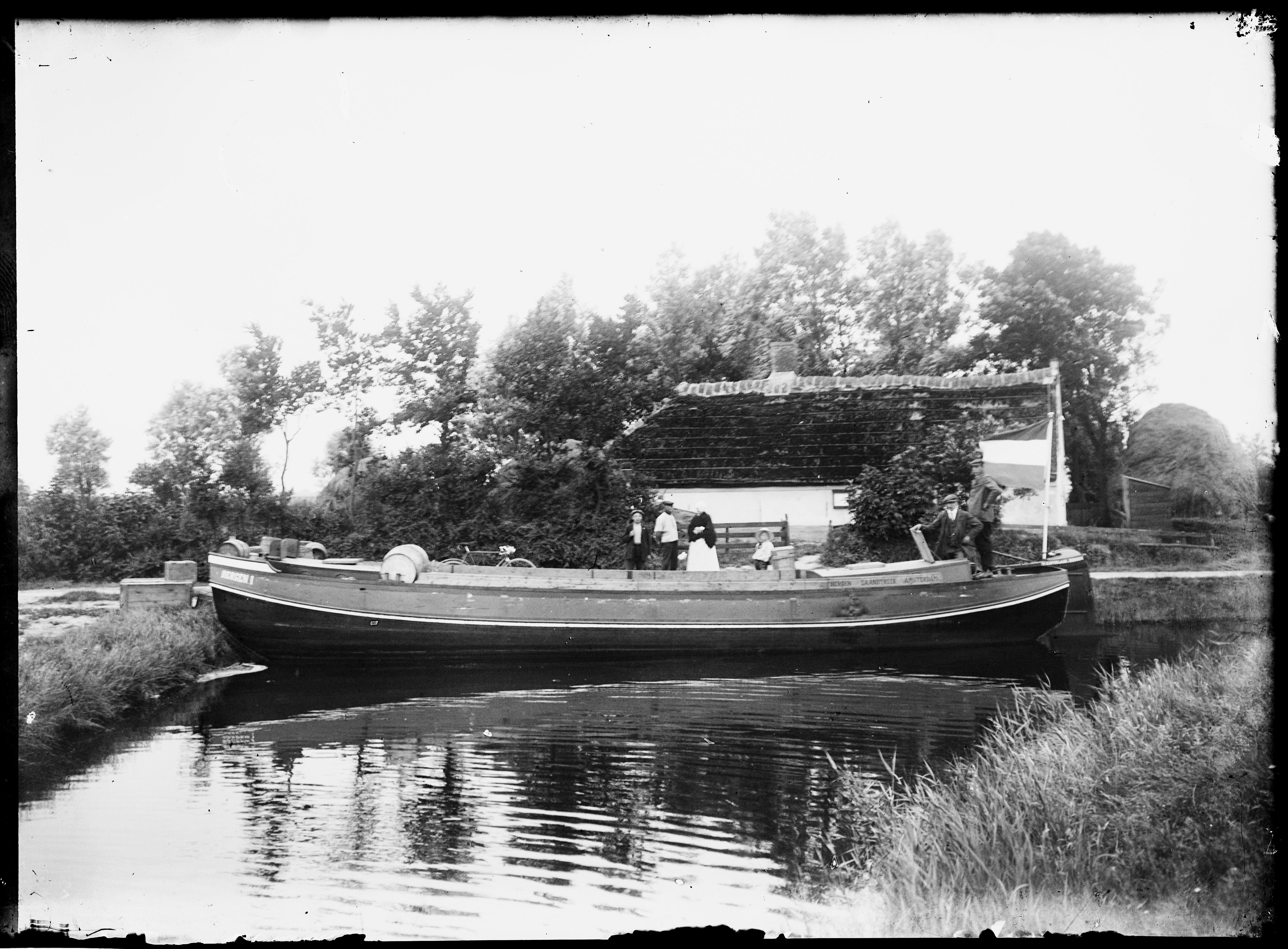
Haventje de Zwaaikom bij Bergen met de 13 meter lange schuit van beurtschipper Kleverlaan. Deze onderhield tweemaal per week een retourdienst op Amsterdam, via het Noordhollandsch Kanaal. Foto A.J. Bonda, circa 1914. Collectie RAA.

Een zwaaikom is een keerplaats voor schepen die de draai niet binnen de normale vaargeul kunnen maken. Daarnaast worden er ook zwaaikommen aangelegd waar een haakse of scherpe bocht gemaakt moet worden. Schepen kunnen achteruit varen, maar dit is lastig en niet ongevaarlijk, zodat een zwaaikom een uitkomst is. Echter, het manoeuvreren in een zwaaikom vraagt ook stuurmanskunst. Zeeschepen zwaaien daarom in een haven normaal gesproken met sleepbootassistentie.  
In een rivier, kanaal of gracht is de keerplaats herkenbaar in de vorm van een plaatselijke verbreding of aftakking, maar bij havens, bochten of natuurlijke verbredingen kan deze een onzichtbaar onderdeel van het geheel zijn. Vanwege diepte, veiligheid en oeverbescherming is niet iedere kom geschikt om te zwaaien.  
Sommige eeuwenoude keerplaatsen zijn nog in gebruik. In België zijn zwaaikommen bekend uit het begin van de 17e eeuw. Winding holes in Engelse kanalen hebben dezelfde functie, maar een heel andere uitvoering; deze gaan minstens terug tot de tijd van de trekvaart.

## Historie

### Context
Zelfs bij boten die langer zijn dan de vaarwegbreedte zijn keerplaatsen niet altijd nodig. Lichte boten kunnen op het land getrokken worden. Verder verweidden boeren in het natte Zuid-Holland hun vee met pramen die aan beide einden identiek waren en dus in twee richtingen konden varen, zoals ook bij veel veerboten het geval is. Voor langere afstanden is deze oplossing echter ongeschikt.

Daarnaast zijn er allerlei alternatieven voor het aanleggen van een zwaaikom: veelal zullen andere kommen en verbredingen of bochten in het vaarwater het zwaaien terloops gefaciliteerd hebben. Zo wordt in 1876 scheepszate als synoniem voor zwaaiplaats opgevoerd, hoewel zate normaal gesproken een ligplaats aanduidde:
[…] In verband met het groot scheepvaart- en afwateringkanaal, moet de haven te Delfzijl nog eene belangrijke verbetering ondergaan. Door ons is bij besluit van 19 Juni 1875, no. 13, le afd. bepaald, dat de uitvoering van die werken voor bijzondere rekening van en door de provincie zal plaats hebben. […] zal eene geul vanaf de schut- en uitwateringsluis tot in de Eems worden gegraven in rechte richting, met afsluiting van bestaande bochtige oude geulen, terwijl eene scheepszathe of zwaaiplaats zal gemaakt worden tegen den door het rijk gebouwden bazaltmuur; […]

### Oude voorbeelden
- 1611: In Gent werd een zwaaikom aangelegd in de Lieve, bij het Augustijnenklooster. Deze is in 1836 gedempt,[8] waarna een halfrond plein overbleef.[9] Een andere zwaaikom in Gent, bij de Dampoortbrug, bleef wel behouden.
- 1638: Het bescheiden maar monumentale sluizencomplex Plassendale in Oudenburg en Oostende laat het kanaal Plassendale-Nieuwpoort aantakken op het kanaal Brugge-Oostende. Het is, inclusief de zwaaikom in het zijkanaal, aangelegd van 1638 tot 1641,[10] maar in de 16e eeuw waren hier al militair beschermde sluizen.[11] Het complex is in de periode 1783-90 vernieuwd en in 1828 verbreed. Sinds 1997 is het een beschermd monument, inclusief het aanliggende dorpsgezicht.[11]
- 1676: In de Zuid-Franse plaats Agde wordt de ronde sluis van Agde aangelegd, oorspronkelijk 29,20 m in diameter en 5,20 m diep. Deze sluis verbindt het Canal du Midi met de Hérault en de Middellandse Zee. De schutkolk van vulkanisch steen dient tevens als zwaaikom. Met die dubbelfunctie verschilt deze sluis van de 19e-eeuwse, eveneens ronde Ketelsluis in Emden, die bestaat uit een zwaaikom met vier aparte kolken.

| Gent | Plassendale | Agde |

## Woordgebruik
Het Algemeen Handelsblad schrijft in 1887:
Die Leidsche Rijn, thans een onbeteekenend klein rivierke, belooft eenmaal Utrechts haven te worden, als hij, voor het stadsgedeelte, de waterverbindingsweg wordt van de stad naar de nieuwe Keulsche Vaart. Met 't oog daarop zijn van zijn oevers gronden in exploitatie gebracht, en wel door de Mij. tot expl. van bouwterrein. Deze wilde een gedeelte van haar terrein afstaan en een paar leden van den Raad hadden daar wel ooren naar, ten einde ter plaatse waar de Kruisvaart uitmondt in den Leidschen Rijn een draai- of zwaaikom voor flinke schepen te maken, die daar konden wenden en draaien, en elkaar gemakkelijk passeeren. Bij het dagelijksch bestuur vond zulk een waai- en draaikom veel bezwaar en ook eenige leden van den Raad waren er tegen. Men is niet verder gekomen dan tot aanneming van 't plan van B. en W., om over te gaan tot verbetering van het vaarwater in den Leidschen Rijn.
De genoemde 'flinke schepen' zouden maximaal 44 meter lang zijn, iets groter dan een spits. Al in 1892, toen het Merwedekanaal de Keulse Vaart had vervangen, werd de enkele jaren oude kom te klein gevonden.
De term zwaaikom wordt minstens vanaf 1879 gebruikt in kranten en sluit aan bij het spraakgebruik van schippers, waarin een draaiend schip zwaait. De aanduiding kom verwijst naar de beschikbare ruimte. Een internationale term is turning basin.

### Synoniemen
Er is een reeks synoniemen. Hier worden er een aantal gegeven, met het jaartal waarin ze in oude publicaties te vinden zijn, vooral via Delpher. De tabel onder het kopje Vermeldingen geeft meer informatie en bronnen.
Draaigat, 1927 of eerder; draaikom, 1874; keerhaven, 1923; keerplaats, 1852; keerkom, 1951; zwaaicirkel, 1926; zwaaigat, 1882; zwaaihaven, 1884; zwaaikom, 1879; zwaaiplaats, 1860; zwenkkom, 1907.
Enkele opmerkingen:
- De term zwaaicirkel is meerduidig en wordt ook gebruikt om de draairuimte van een schip aan te geven, vergelijkbaar met de draaicirkel van een auto. Bij een schip is een draaicirkel echter iets heel anders dan een zwaaicirkel.
- Zwaaihaven en zwaaikom komen ook als toponiem voor: de Zwaaihaven bij de Beverwijkse haven De Pijp uit 1936 en de Zwaaikom Leek.
- De jaartallen kunnen een indicatie geven, maar zijn niet gebaseerd op uitgebreid onderzoek; allicht zijn enkele termen ouder dan hier aangegeven.

## Kenmerken en gebruik

### Vaarwater
Ondanks de naam zijn moderne zwaaikommen langs kanalen vaak eerder trapeziumvormig. Ze zijn veelal in één oever uitgespaard. Zwaaikommen in havens zijn soms niet als zodanig te herkennen, vaak is het de open ruimte in het centrum van de haven. Drukke havens hebben altijd een zwaaikom, bij stille havens kan een kom in de buurt volstaan.:H. BINNENHAVENS, p 17 Bij insteekhavens en T-kruisingen is een driepuntsdraai een weliswaar tijdrovend alternatief. Een voorbeeld is de Zeehaven in Dordrecht: schepen tot 135 meter kunnen zonder meer draaien, langere zeeschepen gebruiken deels de insteekhavens. 

### Schip
Schepen met hoekige kimmen draaien verhoudingsgewijs moeilijk.
Gastankers hebben ruimere zwaaikommen nodig dan andere schepen omdat hun hoge, bolle gastanks en dek-installaties veel wind vangen. Evenals bij andere kegelschepen kunnen er bovendien speciale voorzieningen nodig zijn, zoals een wachtplaats:H. BINNENHAVENS, p 22 op veilige afstand van havens en bebouwing. Bij insteekhavens maken tankers voor gevaarlijke stoffen eventueel geen normale zwaai. Ze varen dan achteruit de haven binnen om bij gevaar vooruit weg te kunnen.
Binnenvaartschepen worden gebouwd voor krappe en bochtige wateren en zijn daarom vrij wendbaar. Nederland hield eind jaren 1980 voor de diameter van een zwaaikom in binnenwater 1,3 keer de de lengte van het maatgevende schip aan, met een zwaaipaal was de factor 1,2. Het schip vaart dan aan kabels in een krappe boog om de paal heen, maar het kolkende schroefwater bij deze manoeuvre is belastend voor de oeverbeschoeiing. In de jaren 2020 houdt België de factor 1,2 aan.
De meeste zeeschepen zijn minder wendbaar en de diameter moet ruwweg twee keer de lengte van het te keren schip zijn. Bij sleepbootassistentie kan de kom kleiner zijn, maar de slepers hebben uiteraard ook ruimte nodig. 

### Zwaaikommen en scheepsklassen
In PIANC richtlijn 141 wordt een zwaaikom-diameter voor kanalen geadviseerd van 1,2 keer de scheepslengte, in China houdt men twee keer de scheepslengte aan. Voor zeeschepen adviseert PIANC richtlijn 121 een diameter van 2 maal de scheepslengte als er sleepboothulp aanwezig is. Zonder sleepboten wordt drie maal de scheepslengte geadviseerd. De Spaanse richtlijnen voor zwaaikommen voor zeeschepen geven heel specifieke maten voor verschillende soorten manoeuvres die bij een zwaaikom in een zeehaven kunnen voorkomen. 
Uit de vereisten volgt dat zwaaikommen veel ruimte innemen. Een schip van CEMT-klasse III (85 meter), wat voor de Rijnvaart vrij klein is, vereist zonder zwaaipaal een diameter van 111 meter en een cirkel van een hectare. Duwstellen kunnen tien hectare nodig hebben. Weliswaar kunnen de duwbakken afgekoppeld worden, maar dat is niet altijd verenigbaar met een efficiënte bedrijfsvoering op drukke vaarwegen.
Een panamax-zeeschip (294 meter) heeft een diameter van 600 meter en ruim 27 hectare nodig. Zie verder de tabel.
| Schip    | Schip                                  | Schip      | Schip  | Zwaaikom     | Zwaaikom         |
| Klasse   | Karakteristiek type                    | Lengte (m) | Factor | Diameter (m) | Oppervlakte (ha) |
| CEMT I   | Spits                                  | 38,5       | 1,3    | 50,5         | 0,20             |
| CEMT III | Verlengd Dortmund-Eemskanaalschip      | 85         | 1,3    | 110,5        | 0,96             |
| CEMT Va  | Verlengd groot rijnschip               | 135        | 1,3    | 175,5        | 2,42             |
| CEMT VIc | Duwkonvooi met 3×2 bakken naast elkaar | 270        | 1,3    | 351          | 9,68             |
| Handymax |                                        | 190        | 2      | 380          | 11,3             |
| Panamax  |                                        | 294,1      | 2      | 588,2        | 27,2             |
| Valemax  | Ertstanker                             | 362        | 2      | 724          | 41,2             |

### Bebording binnenwateren
Het linkse bord is een keerverbod, verder mag een schip keren waar dit redelijkerwijs kan; veel zwaaikommen hebben dan ook geen specifieke verkeerstekens. Het rechtse bord is een aanwijzingsbord dat een keergelegenheid aanwijst, maar het houdt ook een verbod in: hier mag een schip geen ligplaats nemen.
De betekenis kan door onderborden aangepast worden. Deze borden zijn in de Europese Unie gestandaardiseerd. 

### Winding hole

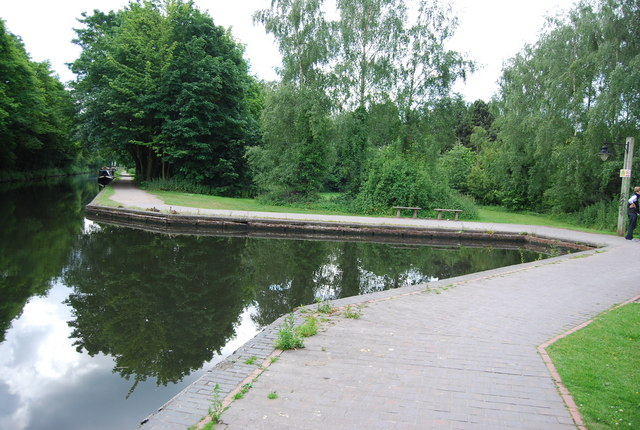
Winding hole langs het Worcester and Birmingham Canal

Nieuwpoort, Ganzepoot in november 1914

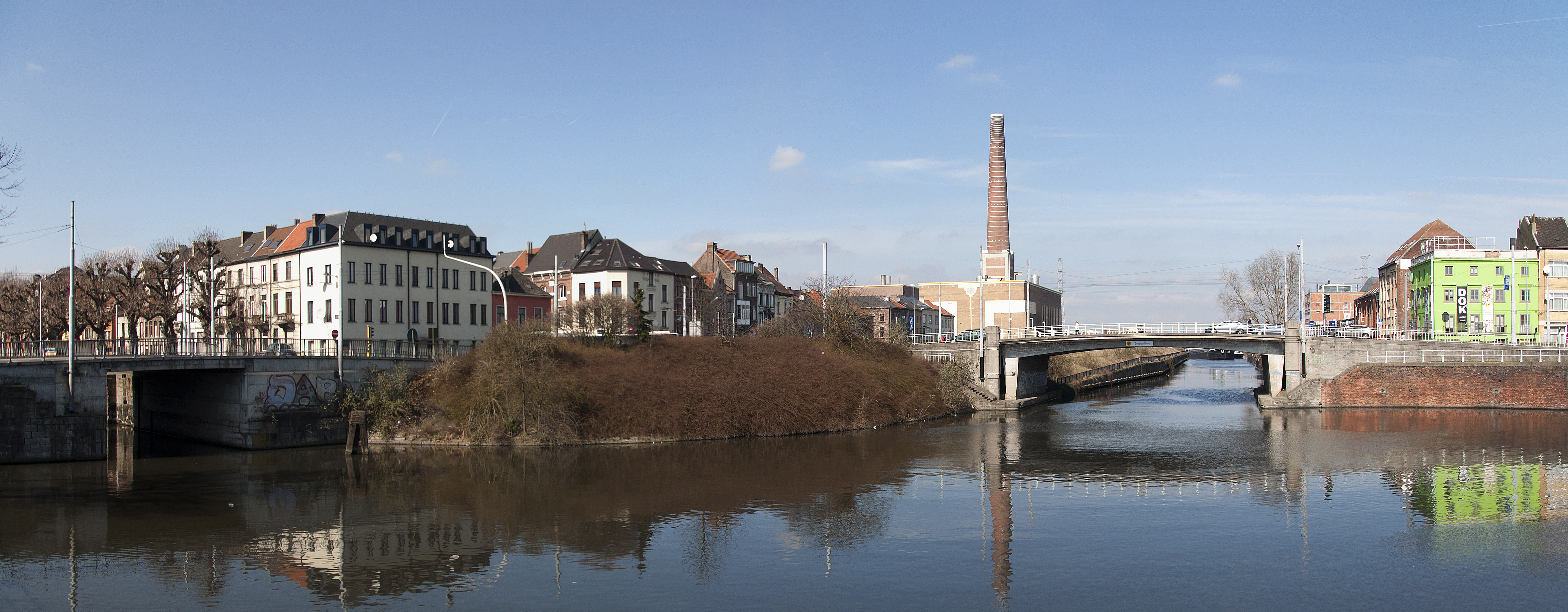
Gent, zwaaikom met Oktrooibrug (links) en Dampoortbrug, maart 2012

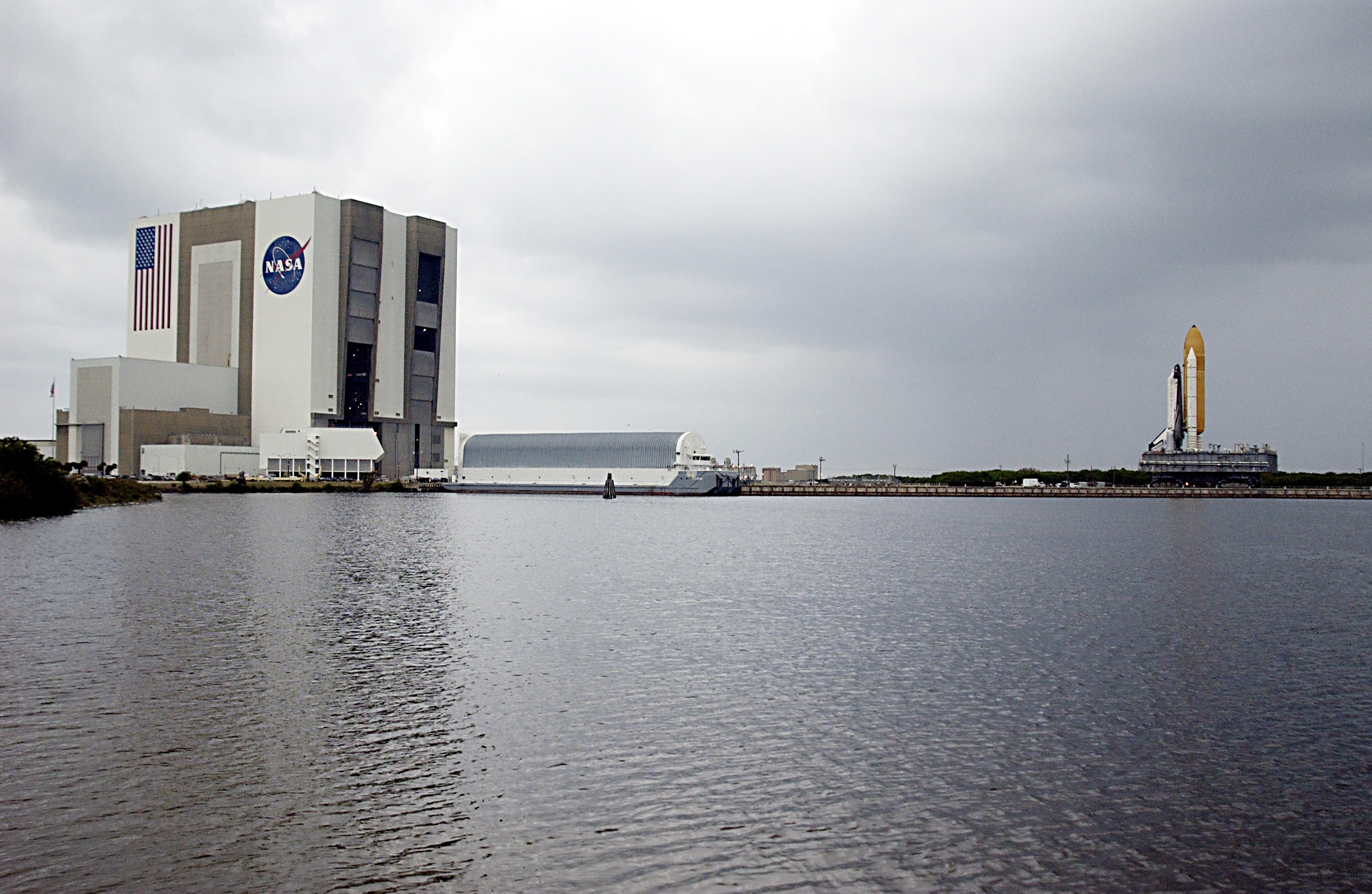
Zwaaikom bij het Kennedy Space Center. Op de achtergrond wordt de spaceshuttle Columbia naar het lanceerplatform gerold.

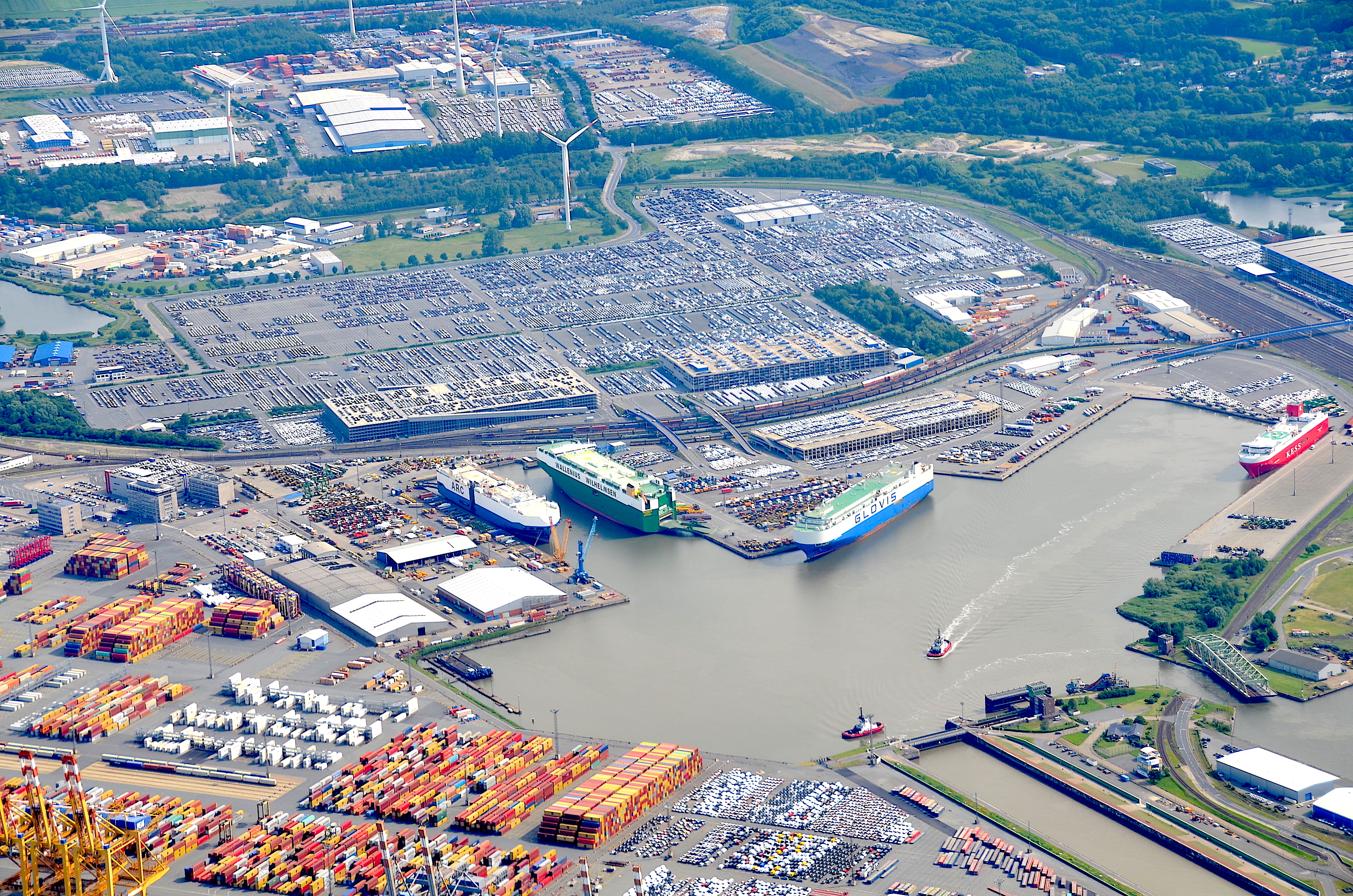
Het Wendebecken bij de Nordschleuse in Bremerhaven. Op de achtergrond de grote autoterminal, op de voorgrond een containerterminal. Rechts is de auto-spoorbrug opengedraaid voor toegang vanaf de Nordschleuse.

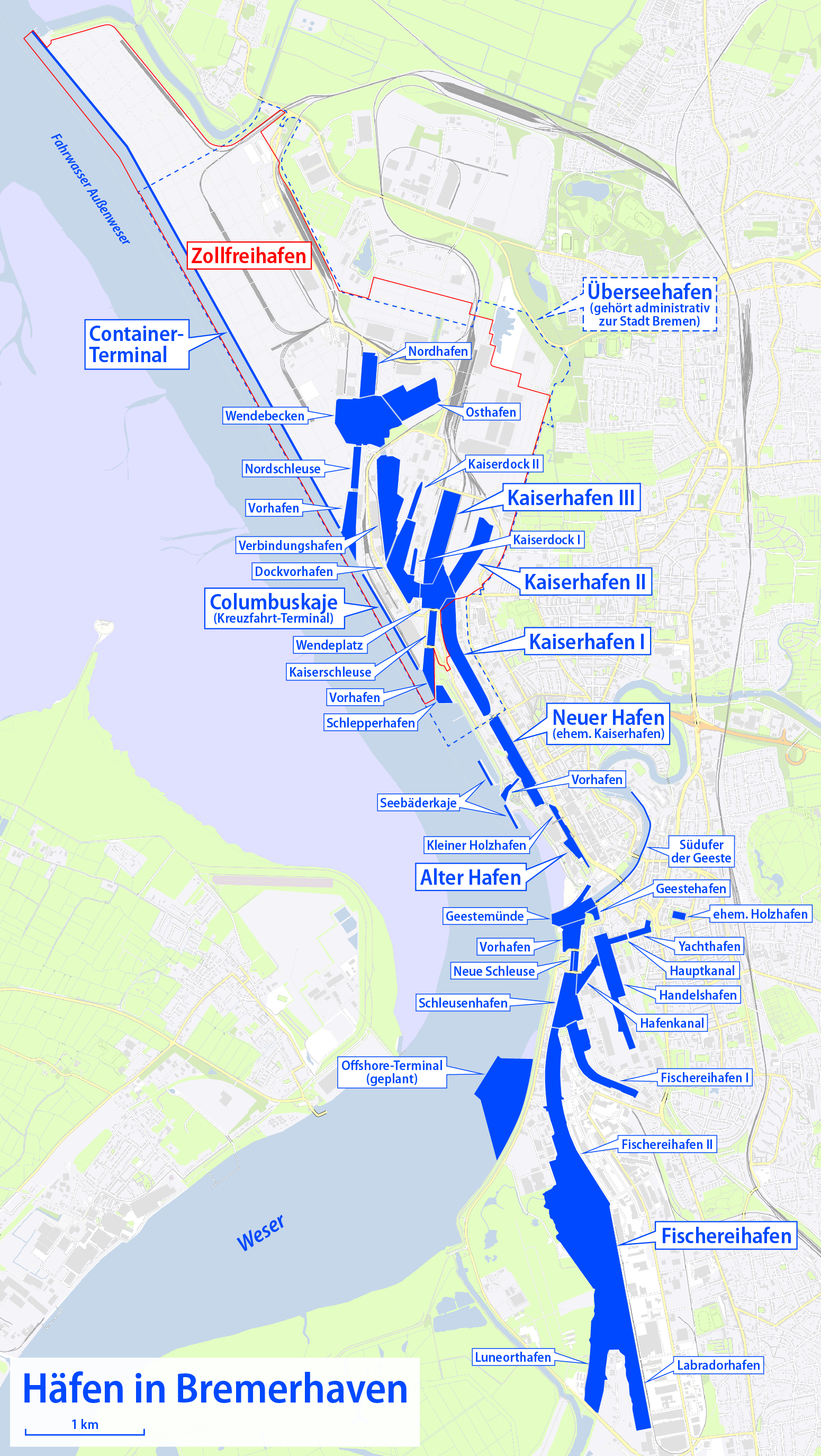
Het havengebied van Bremerhaven. Het blauwe vlak bovenaan is het Wendebecken.

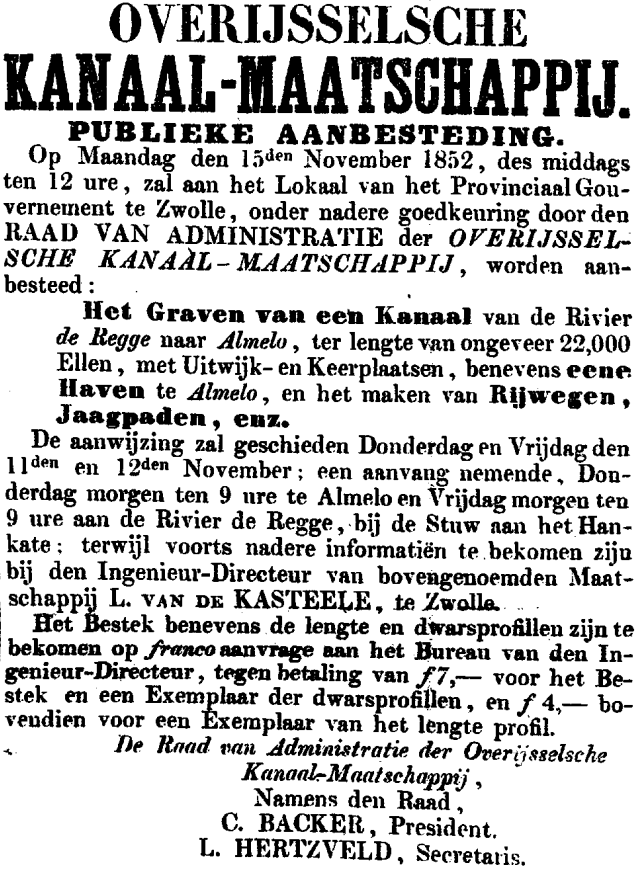
Aankondiging aanbesteding kanaal Regge-Almelo: 22.000 ellen, met uitwijk- en keerplaatsen. Opregte Haarlemsche Courant 08-11-1852. Bezichtiging en toelichting 11 en 12 november aan de Regge, bij de stuw aan het Hankate, aanbesteding de 15e.

De winding holes voor narrowboats in Engelse kanalen hebben dezelfde functie als zwaaikommen, maar zijn heel anders uitgevoerd. Ze bestaan veelal uit een driehoekige uitsparing in de oever, waar de schipper de boeg tegen de wal kan laten lopen. De achtersteven moet dan de draai maken, zo mogelijk met hulp van de snelheid van het schip en de stroming en de wind; zo nodig gebruikte men in de tijden van de trekvaart een vaarboom.
Ook hedendaagse keerplaatsen kunnen als winding hole uitgevoerd zijn, bijvoorbeeld die bij de Graankaai in Roeselare, die overigens gewoon als zwaaikom aangeduid wordt.

## Dubbelfuncties, hergebruik en waarde
Zwaaikommen kunnen meerdere functies vervullen; een zwaaikom die royaal bemeten is of weinig gebruikt wordt, kan bijvoorbeeld ook als ligplaats of losplaats dienen. Anderzijds kan een geschikte verbreding in het vaarwater, bijvoorbeeld een stroomgeleidingskom, ook als zwaairuimte dienen. Dat is beslist niet vanzelfsprekend: de kom moet overal voldoende diep zijn voor de diepgang van het zwaaiende schip en de oever moet bestand zijn tegen de hekgolven. Verder kunnen zwaaikommen landschappelijke en cultuurhistorische waarde hebben, wat zich uit in vernoemingen van straten en buurten.
Enkele voorbeelden van veranderende plannen en gebruik:
- Bij de planning voor de Tweede Maasvlakte verwachtte men een tekort aan ophoogzand, wat opgelost zou worden door het uitbaggeren van een zwaaikom met een diameter van 700 meter. Door de toenemende scheepsgrootte moest men echter bredere vaarwegen aanleggen en had men uiteindelijk een overschot aan zand. Die kom is er niet gekomen.[23]
- Buiten gebruik geraakte zwaaikommen vinden toepassing als spaarbekken, waterbergingsgebied, natuurzwembad of recreatiegebied. Ettelijke campings en andere recreatievoorzieningen zijn naar zwaaikommen vernoemd. Het Groninger Museum ligt in een zwaaikom van het Verbindingskanaal.
- Aan de noordkant van het Albertkanaal bij Ranst is een aanzet gemaakt voor het duwvaartkanaal dat een betere verbinding met Antwerpen had moeten verzorgen en ruwweg de loop van de Antitankgracht zou volgen. Dit ging niet door, maar de aanzet bewees zijn nut als zwaaikom. Toen deze zijn functie verloren had, werd hij in gebruik genomen als spaarbekken. Het gebied met omgeving hield de benaming Zwaaikom. Een andere waterplas, ten zuiden van het kanaal, werd ook tot dit gebied gerekend. Dit zou industriegebied worden, maar zal op suggestie van drinkwaterbedrijf water-link ook een spaarbekken worden.[24]. Men hoopt dit rond 2028 te kunnen realiseren.[25] Het ovale gebied in onderstaand kaartje is het nieuwe spaarbekken, de hoekige vorm is de voormalige zwaaikom.

## Voorbeelden
De voorbeelden geven een beeld van aspecten van zwaaikommen, maar zijn niet representatief. Er worden zowel kleine tot onbetekenende zwaaikommen als grote, bekende voorbeelden gegeven.  

### Binnenvaart
Vrijwel alle wat langere kanalen hebben zwaaikommen, vaak meerdere. Ook in waterrijke steden zijn ze te vinden.

#### België
- De Ganzepoot, een sluizencomplex in Nieuwpoort, is handvormig, waarbij het midden fungeert als zwaaikom. De pols en de vijf vingers zijn waterwegen. Het 19e-eeuwse complex speelde in 1914 een belangrijke rol bij de inundatie van de IJzervlakte en is heropgebouwd na vernietiging in de Eerste Wereldoorlog.
- In het Kanaal Roeselare-Leie ligt de zwaaikom in Roeselare in een verruimde bocht in de industriële kanaalzone. Met zijn driehoekige vorm fungeert deze voor grote schepen meer als winding hole dan als eigenlijke zwaaikom.
- Bij het historische fabriekscomplex Marie Thumas[26] te Wilsele ligt de oudste zwaaikom van het Kanaal Leuven-Dijle, die aangelegd moet zijn tussen 1891 en 1931. Tevoren was er vanwege de kleinere schepen waarschijnlijk geen nodig.[27] Na 1970 zijn er bij Kampenhout en Tildonk Sas ook kommen gekomen; deze worden recreatief gebruikt.[27]
- De zwaaikom bij de Dampoortbrug en de Oktrooibrug in Gent heeft die functie goeddeels verloren en dient vooral de pleziervaart. De geknikte toegang tot de haven wordt iets vergemakkelijkt door de extra breedte in de kom.

| Ranst | Ganzepoot | Roeselare |

#### Duitsland
In het Duits wordt de term Wendebecken (keerbekken) gebruikt.
- Het Wendebecken bij Dörpen ligt bij de verbinding tussen het Dortmund-Eemskanaal en het Küstenkanaal. Het is nodig omdat deze waterwegen een kleine hoek met elkaar maken.
- De Europahafen in Bremen ligt 80 vaarkilometers van de zee, maar geldt toch als getijhaven, gevoelig voor aanslibbing. In het Wendebecken van de haven werd gedurende decennia rond 1975 jaarlijks een pakket van 66 centimeter sediment afgezet, plaatselijk meer dan 90 cm. Het ging om 62.600 m³ per jaar. Het kon echter erger: in andere Duitse havens werd meer dan 350 cm per jaar gevonden, bij Emden meer dan 400 cm.[28]
- De 19e-eeuwse Ketelsluis in Emden kreeg in 1911 zijn huidige vorm: een ronde zwaaikom (de ketel) met aan vier zijden schutkolken.

#### Frankrijk
- De ronde sluis van Agde, 1676; zie ook onder Oude voorbeelden. Een van de kwadranten is in 1978 vergroot, zodat de kolk niet rond meer is, maar wel geschikt voor spitsen.

#### Nederland
- Tussen Hengelo en Enschede langs  het Twentekanaal.[29]
- In Assen is de kom aan de Asser Vaart ter hoogte van De Kolk in 2006 groter gemaakt dan eerst de bedoeling was. In de jaren 70 van de 20e eeuw was de historische kom gedempt.
- Bij de aanleg van het Eindhovensch Kanaal in de jaren 1840 werd aan de zuidoever, ten oosten van Tongelre, een zwaaikom aangelegd. Er vestigde zich industrie in het ietwat afgelegen gebied, maar in het interbellum was daar weinig van over en in 1929 werd er woonwagenkamp de Zwaaikom gevestigd.[30] Veel bewoners zijn in 1944 gedeporteerd met het Zigeunertransport en later kwam er opnieuw industrie, maar anno 2023 is er nog steeds een woonwagenkamp.
- In Leur is een oude zwaaikom, die het begin vormt van de Leurse Haven, een belangrijke attractie.
- Aan de westrand van Tilburg is vanaf 2014 bij de Dongenseweg een ruime zwaaikom annex loshaven aangelegd in het Wilhelminakanaal,[31] waar schepen van CEMT-klasse IV kunnen zwaaien. Zeven kilometer verderop, in het smallere stuk binnen Tilburg, ligt sinds de aanleg van het kanaal een zwaaikom annex ligplaats voor de Kempenaar-klasse. Schepen die hier zwaaien voor het iets westelijker gelegen industrieterrein Kraaiven moeten twee keer de ophaalbrug passeren.

### Zeevaart
- 20 kilometer ten oosten van Port Elizabeth in Zuid-Afrika werd tussen 2002 en 2009 een nieuwe diepzeehaven aangelegd. Het toegangskanaal werd 18 meter diep uitgebaggerd en de zwaaikom van 600 meter werd 16 meter diep, goed voor schepen tot 80.000 ton en meer dan 366 meter lang, de postpanamax-klasse.[32][33][34]
- Het Kennedy Space Center heeft een eigen turning basin, een zwaaikom.
- In de marinehaven van Den Helder konden tot 1954 slechts schepen van 130 meter keren. In de Nieuwe Haven kwam een zwaaikom van 580 meter.[35]
- Bij de bouw van de Nordschleuse van Bremerhaven in 1924 werd ook een Wendebecken, een zwaaikom, aangelegd. De haven kon vanaf het begin schepen afhandelen die groter waren dan de panamaxklasse.[36] De twee uitstulpingen (Nordhafen en Osthafen) bieden vrachtterminals en kadefaciliteiten.

## Stroomgeleidingskommen

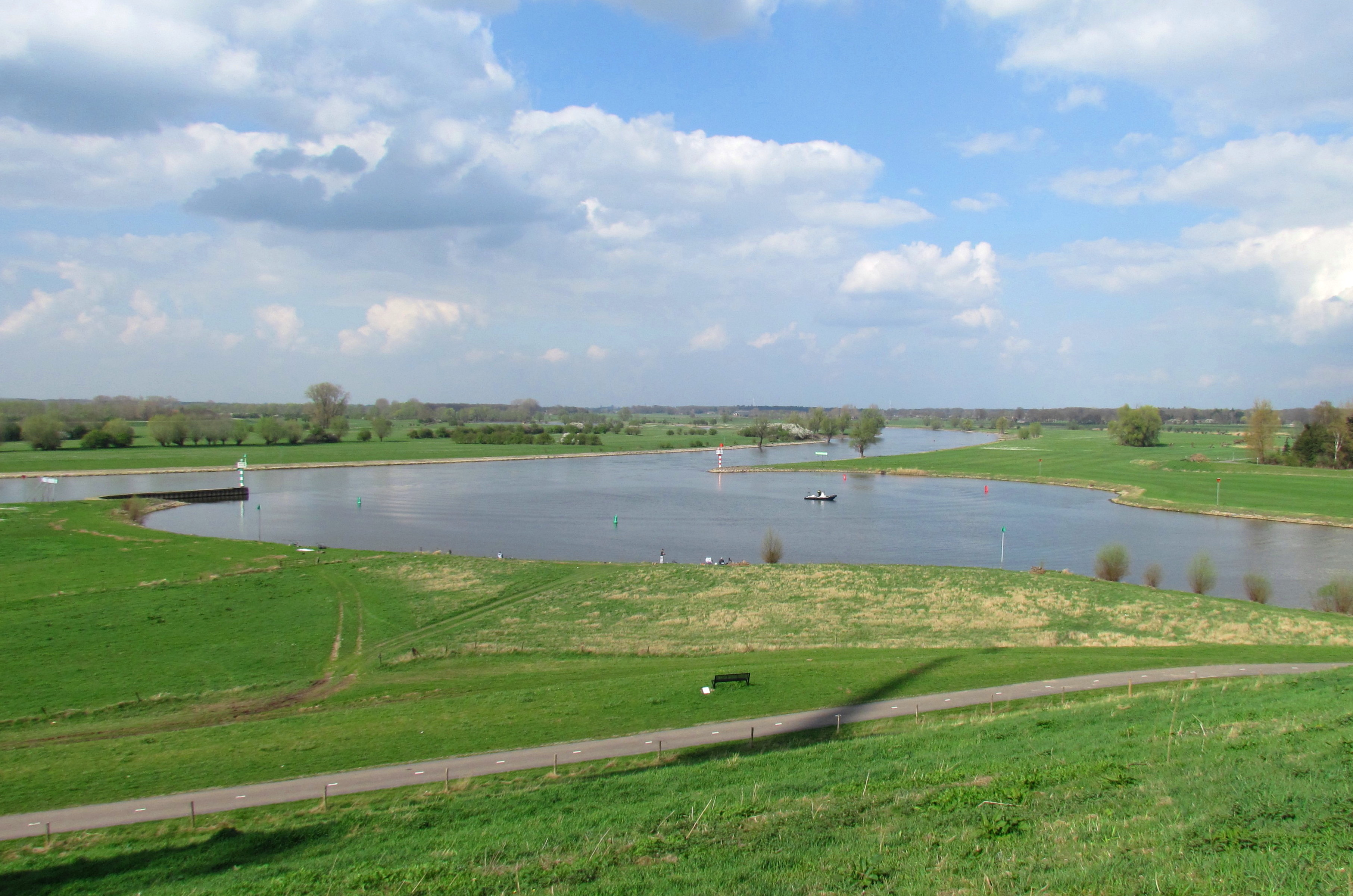
Verbreding bij de uitmonding van het Twentekanaal in de IJssel; geen zwaaikom

Op plaatsen waar een kanaal uitmondt in een rivier is soms een komvormige verbreding, een stroomgeleidingskom. Schepen kunnen hier wel zwaaien, maar dit soort kommen zijn bedoeld om onregelmatige neren te voorkomen en aanslibbing te verminderen. Dit is uitgewerkt voor de kruising van het Amsterdam-Rijnkanaal en de Lek, de zogenaamde eieren van Thijsse. Het concept wordt ook op andere plaatsen gebruikt, zoals aan het einde van het Amsterdam-Rijnkanaal bij de Pins Bernhardsluizen in Tiel, bij de mond van het Twentekanaal en het Zwolle-IJsselkanaal in de IJssel, de in- en uitvaart van de sluispanden bij Driel, Amerongen en Hagestein en de mond van het Maas-Waalkanaal in de Waal.
De vaargeul in de kom in het Twentekanaal (afbeelding hiernaast) is met boeien gemarkeerd; deze is niet noemenswaardig breder dan de rest van het kanaal. Ook is er deels beperkt beschoeiing aanwezig.  Een maatgevend schip kan hier niet zwaaien, eventueel wel een driepuntsdraai maken.

## Vermeldingen
| Benaming    | Jaar | Citaten en opmerkingen |
| ----------- | ---- | --- |
| Draaigat    | 1927 | Mogelijk eerder, in 1895 en 1907. Deze eerdere vermeldingen geven weinig context, maar een bericht uit 1927 gaat wel duidelijk over een zwaaikom, in Numansdorp: Bespreking haven en kaai. […] Het draaigat wordt dan 20 Meter. Blijkt dit evenwel te klein, dan kan het gemakkelijk vergroot worden. |
| Draaikom    | 1874 | 1874: een draaikom in het Spieringkanaal in de Biesbosch wordt tussen andere waterwerken genoemd in een politiereglement. |
| Keerhaven   | 1923 | 1923; dit kan een haven zijn die tevens als keerplaats fungeert, maar het kan ook een aanduiding zijn voor een grote zwaaikom als zodanig, eventueel met kadefaciliteiten. |
| Keerplaats  | 1852 | 1852: Het Graven van een Kanaal van de Rivier de Regge naar Almelo, ter lengte van ongeveer 22,000 Ellen, met Uitwijk- en Keerplaatsen, benevens eene Haven te Almelo, en het maken van Rijwegen , Jaagpaden , enz. 1861; Overijsselse kanalen, […] het vernieuwen van bruggendekken en vlotbruggen, en het daarstellen eener keerplaats, door welk laatste werk, het gebruik der 4e sectie zeer is bevorderd, daar vaartuigen van eenige betekenis hier vroeger niet konden keeren. |
| Keerkom     | 1951 | 1951: Kranten berichten over de te bouwen keerkom in de Nieuwe Haven in Den Helder. |
| Zwaaicirkel | 1926 | 1926: De Locomotief, een krant in Semarang, bericht over de aanleg van een zeehaven met een zwaaicirkel van 350 meter. De term is meerduidig en wordt ook gebruikt om de draairuimte van een schip aan te geven, vergelijkbaar met de draaicirkel van een auto. Het woord draaicirkel betekent bij een schip echter iets anders. |
| Zwaaigat    | 1882 | 1882: Ten gerieve van de stoomboot, die in vaste correspondentie met den stoomtramweg op Tilburg, tusschen Grevelduin Capelle en Rotterdam vaart, is door den raad van eerstgenoemde gemeente besloten om de kom der haven tot aan de oude straat pl. m. 1 meter te laten uitdiepen en het aldaar bestaande Zwaaigat een paar meter te verlengen. |
| Zwaaihaven  | 1884 | 1884: In het Dagblad van Zuid-Holland en 's Gravenhage wordt onderzoek naar een zwaaihaven bepleit. Uit de context is niet op te maken dat meer bedoeld wordt dan een zwaaikom. Toponiem: de Zwaaihaven bij de Beverwijkse haven De Pijp:p. 462 uit 1936. |
| Zwaaikom    | 1879 | 1879: de term die gangbaar is geworden. Toponiem: Zwaaikom Leek.:p. 4 |
| Zwaaiplaats | 1860 | 1860: In de haven te Breskens […] is de zwaaiplaats voor de stoomboot, ten dienste van een vaartuig van meerdere lengte dan de Schelde [een langer schip dan stoomboot de Schelde], verruimd […]. De kosten daarvan hebben bedragen f 550. |
| Zwenkkom    | 1907 | 1907: Schuttevaêr plaatst een mededeling van de Belgische overheid over een zwenkkom in de Leie. |